# 31 Crateris
31 Crateris ist ein Doppelsternsystem im Sternbild des Raben. Wechselnd zwischen den scheinbaren Helligkeiten 5,19 und 5,23 über 1,48 Tagen, hat er die Bezeichnung eines veränderlichen Sterns namens TY Corvi. Es ist eigentlich ein System mit einem blau-weißen Stern der Spektralklasse B1.5V und einen Begleiter, über den wenig bekannt ist. Die beiden Sterne umkreisen umeinander alle 2,9631 Tage. Der Hauptstern ist möglicherweise ein Blauer Nachzügler der Hyaden. Er ist 15,5 Mal massiver als die Sonne und 52000 Mal heller als die Sonne.
Der britische Astronom John Flamsteed nummerierte in einer Publikation von 1712 die Sterne in einer erweiterten Konstellation, die er Hydra and Crater nannte, welche die Sterne direkt unter dem Sternbild der Hydra einschließt. Spätere Astronomen folgten ihm darin nicht. 31 Crateris ist letztendlich in das Sternbild des Rabens gekommen, nachdem 1922 formale Grenzen gezogen wurden.

31 Crateris könnte ein umkreisender Doppelstern sein

Am 27. März 1974 entdeckte die Mariner 10 Mission Emissionen im fernen Ultraviolett. Zuerst wurde angenommen, dass es sich um einen Mond von Merkur handelt, bis 31 Crateris als Quelle identifiziert wurde.